# Misumena maputiyana
Misumena maputiyana är en spindelart som beskrevs av Alberto Barrion och James A. Litsinger 1995. Misumena maputiyana ingår i släktet Misumena och familjen krabbspindlar.
Artens utbredningsområde är Filippinerna. Inga underarter finns listade i Catalogue of Life.